# Fira del llibre de València
La Fira del llibre de València se celebra anualment en aquesta capital durant el mes d'abril dins del recinte dels Jardins del Real (coneguts com els «Jardins de Vivers»), situació de l'antic Palau Real de València. Es considera la segona fira del llibre més important de l'Estat espanyol.
És una fira oberta al públic amb una durada de tretze dies, durant els quals a més de poder comprar llibres signats pels mateixos autors es pot assistir a diversos actes literaris, com a lectures poètiques, presentacions, conferències i taules rodones. També s'ofereixen activitats dirigides al públic infantil i juvenil, com contacontes, tallers i teatre, juntament amb una biblioteca infantil que disposa de més de 350 títols.
El nombre de visitants incrementa anualment gràcies a l'activa participació del Gremi de llibrers de València, organitzador de l'esdeveniment des de 1965, que ja supera les 45 edicions (l'any 2018). La seua ubicació, propera als campus universitaris de la ciutat, ha propiciat la popularitat de l'esdeveniment entre el sector dels estudiants.
En 2016, la Fira va disposar de 90 stands i la participació de 46 editorials valencianes.
Des de l'any 2017 es programen activitats fora de recinte i dates pròpies de la Fira per a promoure el consum cultural i fer presents els llibres a la ciutat de València, realitzant-se activitats a l'Oceanogràfic, la Filmoteca Valenciana, al Mercat Central, entre d'altres.
La 60a edició (2025) va obrir amb 91 expositors i 135 casetes, de les quals deu pertanyien a llibreries afectades per la gota freda de l'any anterior i que encara no havien pogut posar en marxa de nou el seu negoci. En aquest any van passar per la fira 600 escriptores i escriptors, i el cartell de l'edició fou il·lustrat per Paco Roca.